# Космополіс (фільм)
«Космополіс» (оригінальна назва англ. Cosmopolis) — англомовний французько-канадійсько-італійсько-португальська драма режисера Девіда Кроненберга, що вийшла 2012 року. Картина створена на основі «однойменного роману» Дона Делілло. Продюсуванням картини зайнялися Пауло Бранко і Мартін Катц, сценарій написав Девід Кроненберг.
Прем'єра фільму відбулася 25 травня 2012 року у Франції на Каннському кінофестивалі. В Україні прем'єра відбулась 9 серпня 2012 року.

## Сюжет
| 24 години з життя 28-річного мільярдера-фінансиста Еріка Пекера, який зраджує своїй молодій дружині, зазнає нападу і заразом втрачає все своє майно. Дія стрічки розгортається на Манхеттені протягом однієї доби. |

## У ролях
| Актор             | Персонаж                               | Роль                                                              |
| ----------------- | -------------------------------------- | ----------------------------------------------------------------- |
| Роберт Паттінсон  | Ерік Пеккер (англ. Eric Packer)        | 28-річний мільярдер, фондовий спекулянт                           |
| Сара Гадон        | Еліз Шифрін (англ. Elise Shifrin)      | дружина Еріка                                                     |
| Пол Джаматті      | Бенно Левін (англ. Benno Levin)        | колись працював на Еріка                                          |
| Кевін Дюранд      | Торвал (англ. Torval)                  | начальник служби безпеки Еріка                                    |
| Жульєт Бінош      | Діді Фенчер (англ. Didi Fancher)       | мистецький радник Еріка                                           |
| Емілі Хемпшир     | Джейн Мелман (англ. Jane Melman)       | фінансовий директор Еріка                                         |
| Абдул Аюла        | Ібрагім Хамаду (англ. Ibrahim Hamadou) | водій Еріка                                                       |
| Саманта Мортон    | Вія Кінскі (англ. Vija Kinsky)         | головний радник Еріка                                             |
| Джей Барушель     | Шайнер (англ. Shiner)                  | керівник відділу технологій та кібербезпеки Еріка                 |
| Матьє Амальрік    | Андре Петреску (англ. André Petrescu)  | також відомий як Кондитерський вбивця (англ. The Pastry Assassin) |
| Патрісія МакКензі | Кендра Гейс (англ. Kendra Hays)        | тілоохоронець Еріка                                               |

## Виробництво
Зйомки тривали з 25 травня по 24 липня 2011 року. Спочатку роль Еріка мав виконувати Колін Фаррелл. Хоча дія відбувається в Нью-Йорку, фільм знімався в Торонто. Використання накладених на комп'ютері міських фонів Кроненберг порівнює зі знаменитим своєю штучністю фоновим задником у «Марні»
Фільм знімався на гроші французького мільярдера Едуара Карманьяка, який розбагатів на біржових спекуляціях. За словами режисера, фінансиста заворожило власне схожість з героєм роману Делілло: "Він працює з людьми, які у своїй абстрактності нагадують Еріка. Вони живуть в цьому фіктивному, спекулятивному міхурі, абсолютно роз'єднані з тим, як зазвичай купують і продають речі, не кажучи вже про базове спілкування з нормальними людьми ".
Через зайнятість Паттінсона на інших проєктах прем'єра фільму була відкладена до того часу, коли він зміг повноцінно брати участь у його розкрутці. Вона відбулася майже через рік після завершення зйомок, на Каннському кінофестивалі 25 травня 2012 року. В американський прокат фільм вийшов в середині серпня.
Під кінець фільму, коли Ерік підходить до перукарні, праворуч видно постер іншого фільму Кроненберга «Небезпечний метод», на якому зображений Майкл Фассбендер (в цьому фільмі також знімалася Сара Гадон).

## Реакція критиків
Нова робота Кроненберга отримала змішані оцінки критиків. Як було колись з «Автокатастрофою», Кроненберга дорікали за ходульність сюжету, бездушність матеріалу. Річард Корлісс (журнал TIME) відмів «Космополіс» у бік як необов'язкову вправу в клаустрофобії з «симпатичним манекеном» у головній ролі. Однак Антон Долін («Відомості») вважає, що «стерильна краса Ясноокого плейбоя» відмінно вписується в лінію розвитку Кроненберга-режисера.
 Улюблені герої режисера — мутанти, і Пекер-Паттінсон увінчує піраміду, споруджену Кроненбергом за останні сорок років. Він настільки досконалий, що просто приречений на ранню і безславну смерть: ідеальна споруда, вавилонська вежа, яка неминуче впаде під вантажем амбіцій. Його особа підміняє у фільмі, власне, сюжет — ниткоподібний, тупцюючий на одному місці. 
Фільм отримав такі відгуки: Rotten Tomatoes дав оцінку 65 % на основі 160 відгуків від критиків і 35 % від глядачів із середньою оцінкою 2,6/5, Internet Movie Database — 5,2/10 (20 128 голосів), Metacritic — 58/100 (35 відгуків) і 4,8/10 від глядачів.

## Касові збори
Під час показу протягом першого тижня фільм зібрав $70,339, що на той час дозволило йому зайняти 45 місце серед усіх прем'єр. Показ протривав 49 днів (7 тижнів) і закінчився 4 жовтня 2012 року. За цей час фільм зібрав у прокаті у США $763,556, а у світі — $5,300,000, тобто $6,063,556 загалом при бюджеті $20 млн.